# Лебедєв Микола Йосипович
Микола Йосипович Лебедєв (1863-1931) — український геолог, засновник наукової школи стратиграфії Донбасу.

## Біографія
Народився в Україні, місті Катеринославі . Закінчив Санкт-Петербурзький гірничий інститут в 1888.
З 1901 викладав у «Катеринославському вищому гірничому училищі»; з 1908 був його директором. У 1912, після перетворення училища в «Катеринославський гірничий інститут Імператора Петра Великого» (нині — Дніпровська політехніка) став його першим ректором; завідував кафедрою історичної геології та палеонтології (1901-1931). Очолював гірничий інститут до 1924 (з перервою в 1919-1921)
Заслужений діяч науки і техніки УРСР (1924). Організатор науково-дослідного інституту геології в Дніпрі в 1929. Засновник наукової школи стратиграфії Донбасу. Основні праці присвячені геологічним дослідженням Донбасу.
Помер і похований у Дніпропетровську (нині м. Дніпро).